# سام بيسانت
سام بيسانت (بالإنجليزية: Sam Beasant)‏ هو لاعب كرة قدم بريطاني في مركز حراسة المرمى، ولد في 8 أبريل 1988 في دنهام في المملكة المتحدة. لعب مع بيليريكاي تاون وستيفيناغ بوروه وكامبريدج يونايتد ونادي وكينغ.

## وصلات خارجية
- سام بيسانت على موقع قاعدة بيانات كرة القدم.إي يو (الإنجليزية)
- سام بيسانت على موقع Soccerbase.com (لاعب) (الإنجليزية)
- سام بيسانت على موقع Soccerway.com (الإنجليزية)